# Bandbreitenlängenprodukt

Bandbreitenlimitierung durch Medienlänge

Das Bandbreitenlängenprodukt ist das Produkt aus maximal möglicher Bandbreite und Länge eines Lichtwellenleiters. Es ist neben der Dämpfung eine weitere wichtige Kenngröße für die Qualität des Lichtwellenleiters, insbesondere bei Multimodefasern.
{\displaystyle B'=B\cdot l}
Mit 
- Bandbreitenlängenprodukt {\displaystyle B'}, meist angegeben in {\displaystyle MHz\cdot km}
- Bandbreite {\displaystyle B} in {\displaystyle Hz}
- Faserlänge {\displaystyle l} in Kilometer.

Beispiel:
Eine Faser mit einem Bandbreitenlängenprodukt von 1200 MHz·km und einer Faserlänge von 1000 m hat also eine Bandbreite von 1200 MHz. Bei einer Faserlänge von 500 m kann ein Signal mit einer Bandbreite von 2400 MHz übertragen werden. Umgekehrt beträgt bei einer Faserlänge von 2000 m die Bandbreite nur 600 MHz.
Bei Monomodefasern verzichtet man aufgrund deren hoher Güte in der Regel auf die Angabe des Bandbreitenlängenprodukts und beschränkt sich auf den Dämpfungswert.